# الموحل (بني قيس الطور)

تعديل مصدري - تعديل

الموحل هي إحدى قرى عزلة ربع مسعود بمديرية بني قيس الطور التابعة لمحافظة حجة، بلغ تعداد سكانها 276 نسمة حسب تعداد اليمن لعام 2004.